# Massango (Angola)
Pour les articles homonymes, voir Massango.
Massango est une ville d'Angola, située dans la province de Malanje.